# 8 Dywizja Kawalerii (Cesarstwo Niemieckie)
8 Dywizja Kawalerii (niem. 8. Kavallerie-Division)  – związek taktyczny Armii Cesarstwa Niemieckiego. 
W sierpniu 1914 rozwinięto w Niemczech do etatów wojennych istniejące w okresie pokoju związki operacyjne (armie) i związki taktyczne. W składzie III Korpusu Kawalerii została rozwinięta między innymi 8 Dywizja Kawalerii. W I wojnie światowej dywizja walczyła na froncie zachodnim.

## Struktura organizacyjna
Skład od 2 VIII 1914 do 20 IX 1915:
- dowództwo dywizji
- 23 Brygada Kawalerii
  - 1 Saski pułk rezerwowy
  - 17 pułk ułanów
- 38 Brygada Kawalerii
  - 2 pułk strzelców konnych
  - 6 pułk strzelców konnych